# Xiloco
Xiloco är en ort i Mexiko.   Den ligger i kommunen Huejutla de Reyes och delstaten Hidalgo, i den sydöstra delen av landet, 200 km norr om huvudstaden Mexico City. Xiloco ligger 339 meter över havet och antalet invånare är 226.
Terrängen runt Xiloco är huvudsakligen kuperad, men österut är den platt. Runt Xiloco är det ganska tätbefolkat, med 248 invånare per kvadratkilometer. Närmaste större samhälle är Huejutla de Reyes, 6,2 km öster om Xiloco. I omgivningarna runt Xiloco växer i huvudsak städsegrön lövskog.